# Борнилацетат
Борнилацетат — сложный эфир борнеола и уксусной кислоты, представитель терпеноидов.

## Свойства
Борнилацетат — бесцветные кристаллы или жидкость, обладающая хвойно-камфорным запахом. Растворяется в этаноле и органических растворителях. В воде нерастворим.

## Нахождение в природе и получение
Борнилацетат содержится в эфирных маслах: кориандровом, валериановом, а также в маслах хвойных деревьев.
Вещество получают из эфирных масел, а также синтезируют из борнеола ацетилированием уксусного ангидрида и по реакции α- и β-пинена с уксусной кислотой.

## Применение
Применяется борнилацетат как компонент пищевых эссенций и для отдушки товаров бытовой химии.